# تیاگو آندرسون سیلوا
تیاگو آندرسون سیلوا (انگلیسی: Thiago Silva؛ زادهٔ ۱۲ نوامبر ۱۹۸۲) ورزشکار هنرهای رزمی ترکیبی اهل برزیل است.